# Glenwood Springs
Glenwood Springs (auch Defiance oder Glenwood Hot Springs) ist eine City im US-Bundesstaat Colorado. Sie ist Verwaltungssitz (County Seat) des Garfield County. Das U.S. Census Bureau hat bei der Volkszählung 2020 eine Einwohnerzahl von 9.963 ermittelt.

## Geographie
Nach den Angaben des United States Census Bureaus hat die Stadt eine Fläche von 12,5 km², wovon 12,4 km² auf Land und 0,1 km² (= 0,21 %) auf Gewässer entfallen. Die geographischen Koordinaten sind: 39,33° Nord, 107,19° West. Glenwood Springs liegt am westlichen Ausgang des Glenwood Canyon an der Mündung des Roaring Fork River in den Colorado River. Hanging Lake im Glenwood Canyon liegt etwa 11 km östlich der Stadt.
Das Höhlensystem der Glenwood Caverns und die Bridal Veil Falls befinden sich im Stadtgebiet.

## Verkehr
Glenwood Springs wird durch Amtrak bedient. Die tägliche Verbindung California Zephyr zwischen Chicago und Emeryville über die Bucht von San Francisco hält in Glenwood Springs in beiden Richtungen. Die Amtrak-Züge nehmen zwischen Denver und Glenwood Springs eine Route durch die Berge, die großteils abseits von Straßen und Siedlungen verläuft und im Wesentlichen dem Colorado River folgt.
Die Roaring Fork Transportation Authority betreibt den Autobusverkehr in Glenwood Springs. Die Stadt hat mit dem Glenwood Springs Airport (GWS) einen Regionalflughafen.
Glenwood Springs liegt etwa 240 km westlich von Denver an der Ausfahrt 116 der Interstate 70, einer der Haupt-Ost-West-Verbindungen durch die Rocky Mountains. Der Colorado State Highway 82 zweigt hier in südöstlicher Richtung nach Carbondale ab, der im Tal des Roaring Fork Rivers verläuft.

## Geschichte
Die Siedlung Glenwood hieß ursprünglich Defiance (dt. etwa: Trotz, Missachtung) und entstand um 1883 als Ansammlung von Zelten, Saloons, Bordellen und Beherbergungsbetrieben aller Art. Wie zu erwarten, zog der Ort eine Gesellschaft aus Spielern, Revolverhelden und Prostituierten an. Die Frau des Stadtgründers Isaac Cooper, Sarah, konnte sich mit dieser Umgebung nur schwer anfreunden und überredete die Bürger der jungen Gemeinde, den Ort nach ihrer Heimatstadt Glenwood im Bundesstaat Iowa zu benennen.
Die günstige Lage am Zusammenfluss von Colorado River und Roaring Fork River sowie der Anschluss an das Eisenbahnnetz begünstigten in der Folge die wirtschaftliche Entwicklung des Ortes.

## Sehenswürdigkeiten

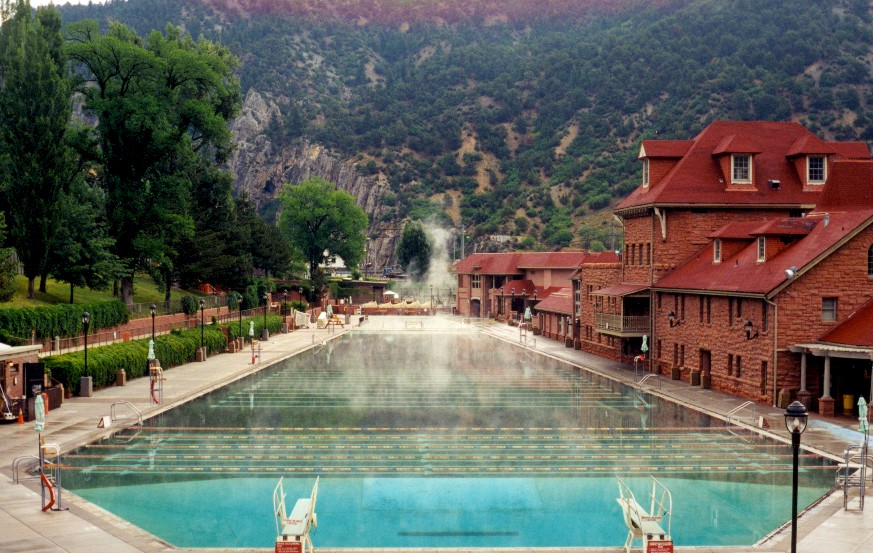
Hot Springs Pool in Glenwood Springs, Colorado

Eine Sehenswürdigkeit in Glenwood Springs ist das Grab des „Westernhelden“ Doc Holliday. Er starb am 8. November 1887 in Glenwood Springs. Er erlag mit nur 35 Jahren einer Tuberkulose und starb im Bett, nicht bei einer Schießerei, wie man bei seinem Lebenswandel vermutet hätte.
Eine weitere starkbesuchte Sehenswürdigkeit sind die Hotsprings, die längste Warmwasserquelle der Welt, in die sich Menschen begeben dürfen und sich erholen können. Zu den Hotsprings von Glenwood Springs reisen jährlich tausende Menschen aus ganz Amerika.

## Freizeit
Glenwood Springs liegt etwa 70 km nördlich von Aspen und etwa 95 km westlich von Vail. Ein Skigebiet vor allem für Familien, Sunlight Mountain, liegt etwa 15 km von der Stadt entfernt.
Die beiden Flüsse Colorado River und Roaring Fork River, die in Glenwood Springs zusammenfließen, werden von Einheimischen und Besuchern zum Kanu- und Kajakfahren genutzt. Von Mountain Biker werden vor allem der Forest Hollow Trail oberhalb des Glenwood Canyons und der Scout Trail genutzt, der eine steile Abfahrt direkt in das Zentrum ermöglicht. Der 25 km lange Radweg durch den Glenwood Canyon kann auch von Familien und Ungeübten befahren werden. Außerdem gibt es eine asphaltierte Rundstrecke am Roaring Fork River. Ein Sportzentrum in der Stadt verfügt über eine Eislaufbahn, einen Swimming Pool, Kletterwand und Fitnessräume.

## Demographie
Zum Zeitpunkt des United States Census 2000 bewohnten Glenwood Springs 7736 Personen. Die Bevölkerungsdichte betrug 622,3 Personen pro km². Es gab 3353 Wohneinheiten, durchschnittlich 269,7 pro km². Die Bevölkerung Glenwood Springss bestand zu 90,42 % aus Weißen, 0,23 % Schwarzen oder African American, 0,71 % Native American, 0,80 % Asian, 0,08 % Pacific Islander, 5,85 % gaben an, anderen Rassen anzugehören und 1,94 % nannten zwei oder mehr Rassen. 13,30 % der Bevölkerung erklärten, Hispanos oder Latinos jeglicher Rasse zu sein.
Die Bewohner Glenwood Springss verteilten sich auf 3216 Haushalte, von denen in 30,0 % Kinder unter 18 Jahren lebten. 47,7 % der Haushalte stellten Verheiratete, 8,5 % hatten einen weiblichen Haushaltsvorstand ohne Ehemann und 40,1 % bildeten keine Familien. 29,7 % der Haushalte bestanden aus Einzelpersonen und in 8,5 % aller Haushalte lebte jemand im Alter von 65 Jahren oder mehr alleine. Die durchschnittliche Haushaltsgröße betrug 2,37 und die durchschnittliche Familiengröße 2,97 Personen.
Die Bevölkerung verteilte sich auf 23,1 % Minderjährige, 9,5 % 18–24-Jährige, 33,3 % 25–44-Jährige, 24,9 % 45–64-Jährige und 9,2 % im Alter von 65 Jahren oder mehr. Das Durchschnittsalter betrug 36 Jahre. Auf jeweils 100 Frauen entfielen 103,5 Männer. Bei den über 18-Jährigen entfielen auf 100 Frauen 100,7 Männer.
Das mittlere Haushaltseinkommen in Glenwood Springs betrug 43.934 US-Dollar und das mittlere Familieneinkommen erreichte die Höhe von 52.903 US-Dollar. Das Durchschnittseinkommen der Männer betrug 38.506 US-Dollar, gegenüber 29.272 US-Dollar bei den Frauen. Das Pro-Kopf-Einkommen belief sich auf 23.449 US-Dollar. 7,9 % der Bevölkerung und 3,5 % der Familien hatten ein Einkommen unterhalb der Armutsgrenze, davon waren 6,0 % der Minderjährigen und 5,5 % der Altersgruppe 65 Jahre und mehr betroffen.
13,9 % der Bewohner stammen 2000 von deutschen Vorfahren ab, 13,9 % von Engländern, 12,9 % waren Iren, 7,6 % gaben an amerikanische Vorfahren zu haben und 7,0 % nannten eine italienische Herkunft.

## In populärer Kultur
Glenwood Springs war 1988 Drehort des Spielfilms Das Gesetz ist der Tod mit Charles Bronson unter der Regie von J. Lee Thompson.

## Söhne und Töchter
- Bobby Julich (* 1971), Radrennfahrer
- Scott McInnis (* 1953), Kongressabgeordneter von Colorado
- Sarah Schleper (* 1979), alpine Skiläuferin
- John David Vanderhoof (1922–2013), Gouverneur Colorados